# Branchenverband Cannabiswirtschaft
Koordinaten: 52° 31′ 29,2″ N, 13° 22′ 46,4″ O
Der Branchenverband Cannabiswirtschaft e. V. (BvCW) ist ein Wirtschaftsverband der deutschen Cannabiswirtschaft mit Sitz in Berlin.

## Beirat
Der Beirat besteht (Stand Mai 2022) aus Gundula Barsch, Franjo Grotenhermen, Simone Graeff-Hönninger, Justus Haucap, Christian Ulrichs, Kirsten Müller-Vahl, Stephan Quensel sowie dem Facharzt Jan P. Witte.

## Vereinszweck
Zweck ist die Vertretung der Cannabisbranche vor dem Hintergrund der Rechtslage von Cannabis. Der Branchenverband ist hierzu gemäß Lobbyregistergesetz im Lobbyregister registriert.

## Gliederung
Der Branchenverband Cannabiswirtschaft ist in die vier Fachbereiche Medizinalcannabis, Industriehanf, Genussmittelregulierung sowie Technik, Handel & Dienstleistungen gegliedert.